# اوژن ریته
اوژن ریته (فرانسوی: Eugène Ryter‎; ۲۳ مارس ۱۸۹۰ – ۸ مارس ۱۹۷۳) وزنه‌بردار اهل سوئیس بود.